# Pěnčín, Liberec
Pěnčín là một làng thuộc huyện Liberec, vùng Liberecký, Cộng hòa Séc.